# دوري غيانا لكرة القدم 2015–16
دوري غيانا لكرة القدم 2015–16 هو الموسم 15 من دوري غيانا لكرة القدم. أقيم بتاريخ 18 سبتمبر 2015، وكان عدد الأندية المشاركة فيه 8، وفاز فيه Slingerz FC ‏.